# Kazachstan
Kazachstan, Republika Kazachstanu (kaz. Қазақстан, Қазақстан Республикасы, Kazakstan, Kazakstan Riespublikasy; ros. Казахстан, Республика Казахстан, Kazachstan, Riespublika Kazachstan) – państwo leżące częściowo w Azji (88% powierzchni) i częściowo w Europie (12% powierzchni) – tereny na zachód od rzeki Emba), powstałe w 1991 w wyniku rozpadu Związku Radzieckiego, graniczące z Chinami (1460 km granicy), Kirgistanem (980 km), Turkmenistanem (380 km), Uzbekistanem (2300 km) oraz Federacją Rosyjską (6467 km). Łączna długość granic Kazachstanu wynosi 12 187 km. Kazachstan ma również dostęp do największego jeziora świata – Morza Kaspijskiego – na długości 2340 km – jest przy tym największym państwem śródlądowym na świecie pod względem powierzchni. Całkowita powierzchnia kraju wynosi 2 724 902 km².

## Geografia

### Ogólne położenie
Zdecydowana większość terytorium Kazachstanu leży w Azji, tylko stosunkowo niewielka część północno-zachodniego Kazachstanu leży w Europie. Przeważająca większość terytorium kraju należy do Azji Środkowej. Do Kazachstanu należą także południowe obrzeża zachodniej Syberii.

### Ukształtowanie terenu

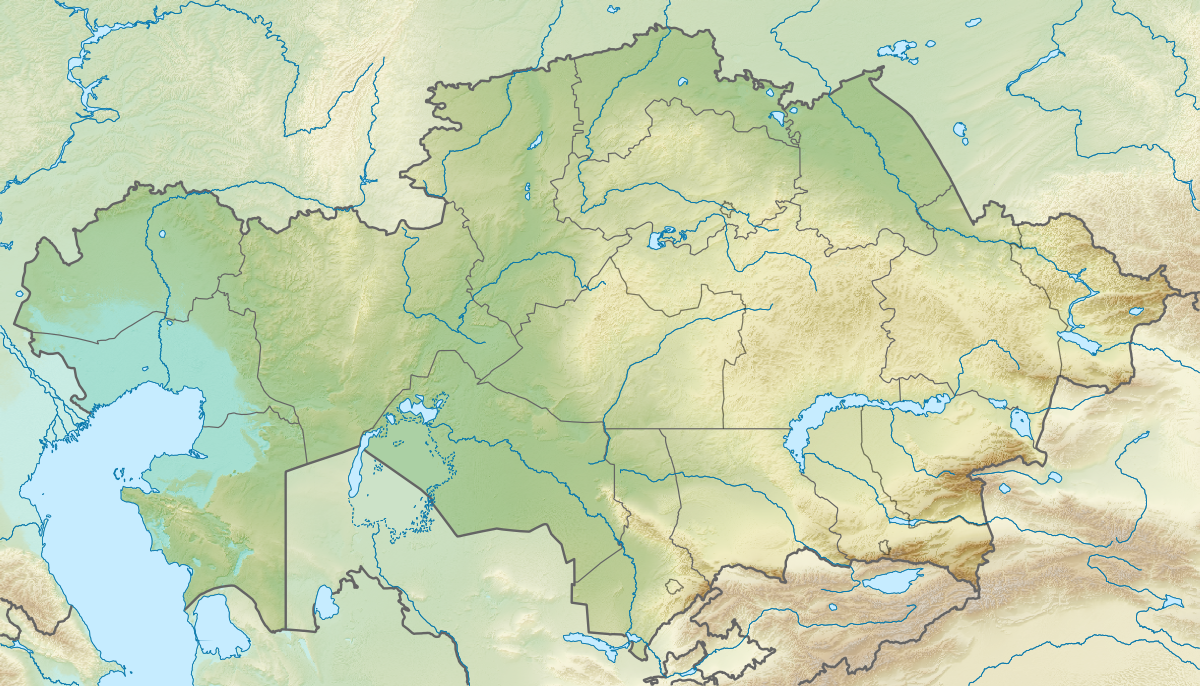
Ukształtowanie terenu

Zachodnią i środkową część Kazachstanu stanowią niziny. Idąc od zachodu jest to Nizina Wschodnioeuropejska, a ściślej rzecz biorąc jej skrajnie południowa część – Nizina Nadkaspijska (pow. 200 tys. km²). Równoleżnikowy pas nizin jest rozdzielony przez południkowe pasmo niskich gór Mugodżarów – 657 m n.p.m. (południowe przedłużenie Uralu) i stanowiący jego kontynuację na południu płaskowyż Ustiurt (pow. 200 tys. km²). Na wschód od Mugodżarów i Jeziora Aralskiego (pow. 16,6 tys. km²) rozciąga się kazachska część Niziny Turańskiej. W północnej części kraju leży Płaskowyż Turgajski, rozcięty dolinną Bramą Turgajską. Wschodnią część Kazachstanu zajmuje rozległe Pogórze Kazachskie z izolowanymi pasmami gór średnich. Wschodnie pogranicze kraju zajmują góry – zachodnie krańce Ałtaju i Tienszanu. Na północy kraju do Kazachstanu należy południowy skraj Niziny Zachodniosyberyjskiej.

### Klimat
Klimat Kazachstanu jest zdeterminowany przez jego położenie w sercu olbrzymiego kontynentu, z dala od oceanu, przez co nie docierają tu masy powietrza morskiego. Klimat kraju jest umiarkowany, suchy, skrajnie kontynentalny. Różnice temperatur lata (do +40 °C) i zimy (do –45 °C) oraz nocy i dnia są nadzwyczaj duże. Lato jest długie i gorące, zima równie długa i mroźna, zaś wiosna i jesień są bardzo krótkie. W centralnej części Kazachstanu opady praktycznie nie występują, na północnych i południowych obrzeżach dochodzą zaledwie do 300 mm rocznie.

### Stosunki wodne
Wskutek suchości klimatu Kazachstan należy do krajów cierpiących na niedostatek wody. Sieć rzeczna kraju jest słabo rozwinięta. Częste są rzeki nieuchodzące do żadnego zbiornika wodnego, lecz wysychające w piaskach pustyń oraz rzeki okresowe. Maksymalne stany rzek występują wiosną – w porze topnienia śniegów na stepach.
Większość terytorium państwa należy do bezodpływowego obszaru zlewisk Morza Kaspijskiego (rzeki Ural i Emba), Jeziora Aralskiego (Syr-daria) i jeziora Bałchasz (Ili) i innych, pomniejszych bezodpływowych jezior, w większości zasolonych.
Północne pogranicze Kazachstanu należy do zlewni Obu (Toboł, Iszym i Irtysz).

### Przyroda ożywiona

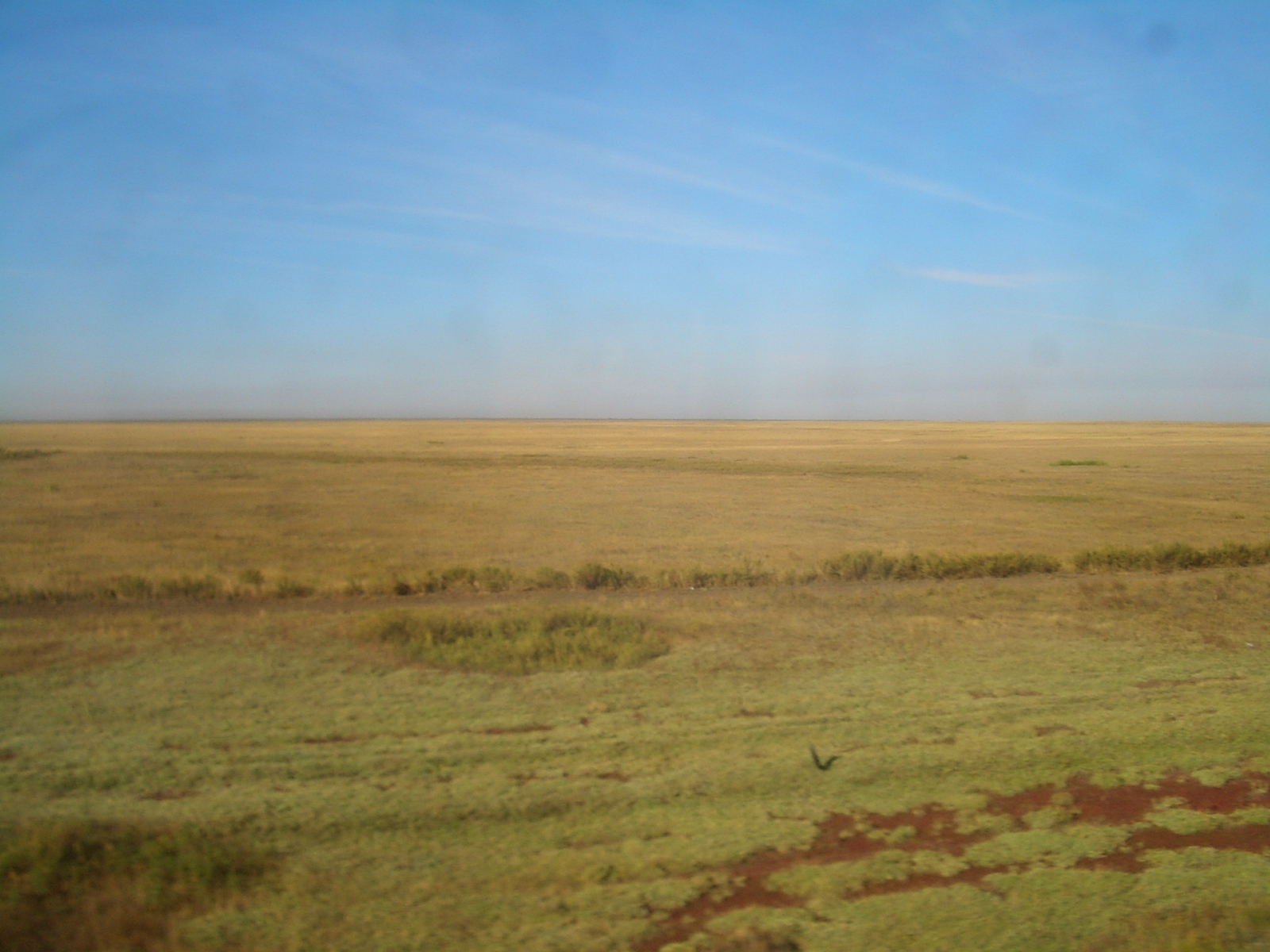
Step w obwodzie akmolskim

Północne obrzeże Kazachstanu leży w strefie lasostepu – na czarnoziemach spotyka się tu zagajniki brzozowo-osikowe, a na piaskach – sosnowe. Poza tym lasy spotyka się tylko wysoko w górach na obrzeżach kraju. Centralny równoleżnikowy pas kraju zajmują stepy – część Wielkiego Stepu eurazjatyckiego. Na południu stepy te przechodzą w półpustynie z dużym udziałem słonych bagien, częściowo pozbawionych roślinności. Na południe od pasa półpustyń leżą pustynie gliniaste i piaszczyste (Kyzył-kum, Mujun-kum), które łącznie zajmują 2/3 powierzchni państwa.
Ten pierwotny układ roślinności został znacząco zaburzony przez człowieka, zwłaszcza w czasach najnowszych. Znaczną część stepów zajęto pod uprawy rolne, które jednak wymagają sztucznego nawadniania.

## Historia
W I tysiącleciu p.n.e. Kazachstan zamieszkiwany był przez związki plemienne Saków i Issydonów. Od II do III wieku zajęty przez Xiongnu, później w składzie kaganatu tureckiego. Od VIII do X wieku pod panowaniem dynastii Karachanidów. W latach 1219–1221 podbity przez Mongołów, należał do Złotej Ordy. Po jej rozpadzie podzielony na Chanat Uzbecki (na wschodzie) i Ordę Nogajską (na zachodzie). W połowie XV wieku w Chanacie Uzbeckim wyodrębnili się Kazachowie (tzn. ludzie wolni). Na innych ziemiach powstały 3 ordy (żuzy) – Wielka (Siedmiorzecze), Średnia i Mała.
Kazachstan został podbity przez Rosję i wcielony do tego kraju w 1868 roku. Po utworzeniu Związku Radzieckiego na terenie kraju utworzono autonomię dla Kazachów, początkowo jako wchodzącą w skład Rosyjskiej FSRR Kirgiską Autonomiczną Socjalistyczną Republikę Radziecką, w 1925 roku przemianowaną na Kazachską Autonomiczną Socjalistyczną Republikę Radziecką. W 1936 roku Kazachska ASRR zmieniła swój status i jako Kazachska Socjalistyczna Republika Radziecka weszła bezpośrednio w skład ZSRR.
W czasie rządów Stalina Kazachstan był znany ze znajdujących się na jego terenie obozów pracy (łagrów) oraz jako miejsce deportacji m.in. ludności polskiej oraz Czeczenów. Później Kazachstan stał się miejscem kilku ambitnych radzieckich projektów, takich jak: umiejscowione w Semeju laboratoria jądrowe, próby z bronią jądrową, kosmodrom Bajkonur, zagospodarowywanie bezludnych terytoriów. 16 grudnia 1991 Kazachstan, jako ostatnia z republik ZSRR, proklamował niepodległość. W 1997 roku stolica kraju została przeniesiona z położonego na południu miasta Ałmaty do znajdującej się bliżej geograficznego centrum kraju i dalej od granicy z Chinami Akmoły, przemianowanej później na Astanę.

## Demografia
Ludność Kazachstanu jest bardzo zróżnicowana. Spośród ponad 19 mln mieszkańców (2021) Kazachstanu największe grupy etniczne stanowią Kazachowie – 70,4% oraz Rosjanie – ponad 15,5%.
| Demografia Kazachstanu w latach 1926–2021 na podstawie spisów powszechnych oraz udział Kazachów w ogólnej liczbie ludności | Demografia Kazachstanu w latach 1926–2021 na podstawie spisów powszechnych oraz udział Kazachów w ogólnej liczbie ludności | Demografia Kazachstanu w latach 1926–2021 na podstawie spisów powszechnych oraz udział Kazachów w ogólnej liczbie ludności | Demografia Kazachstanu w latach 1926–2021 na podstawie spisów powszechnych oraz udział Kazachów w ogólnej liczbie ludności | Demografia Kazachstanu w latach 1926–2021 na podstawie spisów powszechnych oraz udział Kazachów w ogólnej liczbie ludności | Demografia Kazachstanu w latach 1926–2021 na podstawie spisów powszechnych oraz udział Kazachów w ogólnej liczbie ludności | Demografia Kazachstanu w latach 1926–2021 na podstawie spisów powszechnych oraz udział Kazachów w ogólnej liczbie ludności | Demografia Kazachstanu w latach 1926–2021 na podstawie spisów powszechnych oraz udział Kazachów w ogólnej liczbie ludności | Demografia Kazachstanu w latach 1926–2021 na podstawie spisów powszechnych oraz udział Kazachów w ogólnej liczbie ludności | Demografia Kazachstanu w latach 1926–2021 na podstawie spisów powszechnych oraz udział Kazachów w ogólnej liczbie ludności | Demografia Kazachstanu w latach 1926–2021 na podstawie spisów powszechnych oraz udział Kazachów w ogólnej liczbie ludności |
| Rok | 1926 spis | 1939 spis | 1959 spis | 1970 spis | 1979 spis | 1989 spis | 1999 spis | 2009 spis | 2021 spis | |
| --- | --- | --- | --- | --- | --- | --- | --- | --- | --- | --- |
| Populacja | 6 198 465 | 6 151 102 | 9 309 847 | 12 848 573 | 14 684 283 | 16 464 | 14 981 281 | 16 009 597 | 19 186 015 | |
| Kazachowie | 3 627 612 | 2 327 625 | 2 794 966 | 4 161 164 | 5 289 349 | 6 534 616 | 8 011 452 | 10 096 763 | 13 497 891 | |
| Kazachowie % | 58,5% | 37,8% | 30% | 32,4% | 36% | 39,7% | 53,5% | 63,1% | 70,4% | |

### Narodowości (2021)
|             | Liczba     | %     |
| ----------- | ---------- | ----- |
| Kazachowie  | 13 497 900 | 70,4% |
| Rosjanie    | 2 981 946  | 15,5% |
| Uzbecy      | 614 047    | 3,2%  |
| Ukraińcy    | 387 327    | 2,0%  |
| Ujgurzy     | 290 337    | 1,5%  |
| Niemcy      | 226 092    | 1,2%  |
| Tatarzy     | 218 653    | 1,1%  |
| Azerowie    | 145 615    | 0,8%  |
| Koreańczycy | 118 450    | 0,6%  |
| Turcy       | 85 478     | 0,5%  |
| Dunganie    | 78 817     | 0,4%  |
| Białorusini | 76 484     | 0,4%  |
| Tadżycy     | 49 827     | 0,3%  |
| Kurdowie    | 47 880     | 0,3%  |
| Polacy      | 35 319     | 0,2%  |
| Kirgizi     | 34 184     | 0,2%  |
| Czeczeni    | 33 557     | 0,2%  |
| Inne        | 264 111    | 1,4%  |

### Wyznania
| Struktura religijna w 2021 roku, według spisu powszechnego z 2021 roku: - muzułmanie – 69,31% - chrześcijanie – 17,19%: - prawosławni – 17,04% - katolicy – 2,10% - protestanci – 0,05% - judaiści – 0,04% - buddyści – 0,08% - inne religie – 0,12% - odmówiło odpowiedzi – 11,01% - ateiści – 2,25%. |  | Struktura religijna w 2024 roku, według World Christian Database: - muzułmanie – 71,46% - chrześcijanie – 25,04%: - prawosławni – 23,07% - protestanci i niezależne kościoły – 1,08% - katolicy – 0,68% - bez religii – 3,08% - animiści – 0,16% - buddyści – 0,11% - bahaiści – 0,05% - judaiści – 0,03% - inne religie – 0,08%. |

### Statystyki demograficzne

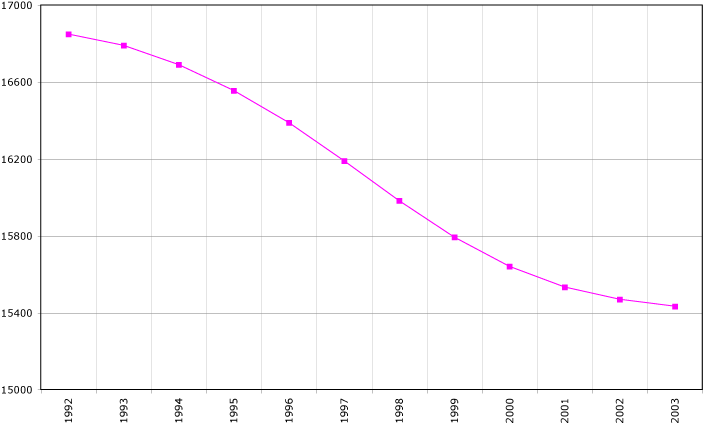
Liczba ludności w latach 1992–2003

| (2010)                            |                                  |
| Liczba ludności                   | 15 460 484                       |
| Ludność według wieku              |                                  |
| 0–14 lat                          | 21,8%                            |
| 15–64 lat                         | 70,2%                            |
| ponad 64 lata                     | 7,9%                             |
| Wiek (mediana)                    |                                  |
| W całej populacji                 | 29,9 lat                         |
| Mężczyzn                          | 28,4 lat                         |
| Kobiet                            | 31,6 lat                         |
| Przyrost naturalny                | 0,399%                           |
| Współczynnik urodzeń              | 16,66 urodzin/1000 mieszkańców   |
| Współczynnik zgonów               | 9,39 zgonów/1000 mieszkańców     |
| Współczynnik migracji             | -3,28 migrantów/1000 mieszkańców |
| Ludność według płci               |                                  |
| przy narodzeniu                   | 1,06 mężczyzn/kobiet             |
| poniżej 15 lat                    | 1,04 mężczyzn/kobiet             |
| 15–64 lat                         | 0,95 mężczyzn/kobiet             |
| powyżej 64 lat                    | 0,53 mężczyzn/kobiet             |
| Umieralność noworodków            |                                  |
| W całej populacji                 | 24,93 śmiertelnych/1000 żywych   |
| płci męskiej                      | 29,29 śmiertelnych/1000 żywych   |
| płci żeńskiej                     | 20,32 śmiertelnych/1000 żywych   |
| Oczekiwana długość życia          |                                  |
| W całej populacji                 | 68,19 lat                        |
| Mężczyzn                          | 62,91 lat                        |
| Kobiet                            | 73,78 lat                        |
| Rozrodczość                       | 1,87 urodzin/kobietę             |
| Współczynnik dorosłych z HIV/AIDS | 0,4% (2008)                      |
| Liczba osób zakażonych HIV/AIDS   | 11 699 (2008)                    |
| Liczba zmarłych na HIV/AIDS       | 230 (2008)                       |

## Główne miasta

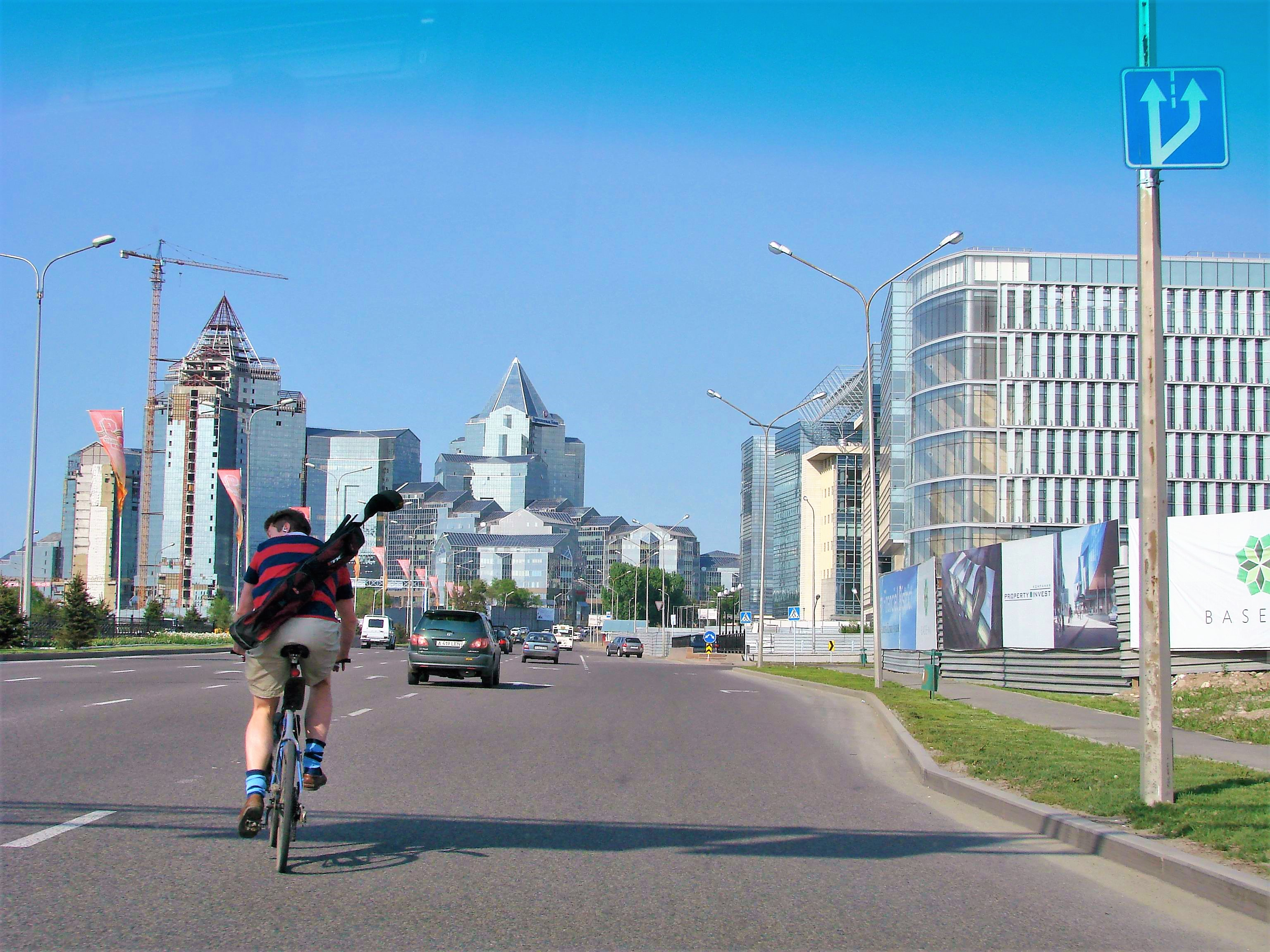
Ałmaty

Ałmaty (1 977 000), Astana (1 184 000), Szymkent (1 074 000), Aktobe (513 000), Karaganda (501 000), Taraz (363 000), Ust-Kamienogorsk (335 000), Pawłodar (334 000), Semej (324 000), Atyrau (296 000), Kustanaj (252 000), Kyzyłorda (248 000), Uralsk (236 000), Pietropawłowsk (220 000), Aktau (200 000), Turkiestan (180 000), Temyrtau (179 000), Kokczetaw (149 000), Tałdykorgan (148 000).

## Ustrój polityczny
Kazachstan jest republiką prezydencką z systemem partii dominującej. Na czele państwa stoi prezydent, wybierany w wyborach powszechnych na siedmioletnią kadencję bez możliwości reelekcji. Władza prezydenta jest bardzo silna: powołuje i odwołuje rząd, ma prawo rozwiązywania parlamentu i zarządzania referendum bez żadnych konsultacji politycznych. Tylko prezydent może wnosić projekty zmian w konstytucji. Władza ustawodawcza należy do dwuizbowego parlamentu.
W izbie niższej parlamentu zasiada 107 deputowanych, z czego 98 jest wybieranych w wyborach proporcjonalnych, w głosowaniu na partyjne listy krajowe, przy wyborczej klauzuli zaporowej wynoszącej 7%. Dziewięciu deputowanych wybiera Zgromadzenie narodu Kazachstanu. Kadencja izby trwa pięć lat.
W Senacie, izbie wyższej parlamentu, zasiada 47 senatorów. 32 z nich pochodzi z wyborów pośrednich, przeprowadzanych w czternastu kazachskich obwodach, w stolicy (Astanie) oraz w największym mieście (Ałmaty). Każdy z tych regionów wybiera dwóch senatorów. Wyboru dokonują na wspólnym posiedzeniu radni wszystkich szczebli z danego terenu (Maslichaty). Co trzy lata odnawiana jest połowa składu wybieralnej części Senatu. Pozostałych piętnastu senatorów nominuje na okres sześciu lat prezydent Kazachstanu. Dożywotni mandat senatora przysługuje również byłym prezydentom republiki.
W wyborach parlamentarnych z 20 marca 2016, 84 z 98 bezpośrednio wybieranych miejsc w parlamencie przypadły partii Nur Otan Nursułtana Nazarbajewa (na którą zagłosowało 82,20% uprawnionych). Do parlamentu weszły także Demokratyczna Partia Kazachstanu Ak Żoł (7 miejsc) oraz Komunistyczna Ludowa Partia Kazachstanu (7 miejsc).
Mimo iż Kazachstan uważany jest za państwo, które w porównaniu do innych krajów Azji Środkowej czyni największe postępy we wdrażaniu reform demokratycznych, to sytuacja w tym kraju wciąż daleka jest od standardów zachodnich. Międzynarodowe i pozarządowe organizacje zajmujące się ochroną praw człowieka wskazują na częste przypadki ich łamania przez miejscowe władze.

### Główne partie polityczne
- Amanat
- Demokratyczna Partia Kazachstanu Ak Żoł
- Ludowa Partia Kazachstanu
- Ogólnonarodowa Partia Socjaldemokratyczna
- Ludowo-Demokratyczna Partia Patriotyczna Auył

### Nowelizacja konstytucji z 18 maja 2007
18 maja 2007 prezydent Nursułtan Nazarbajew dokonał zmian w konstytucji republiki.
W izbie niższej (Mażylis) trzeciej kadencji – od września 2004 do czerwca 2007 – zasiadało 77 deputowanych, wybieranych w większości w okręgach jednomandatowych. Dziesięcioro było wybieranych w wyborach proporcjonalnych, w głosowaniu na partyjne listy krajowe, przy wyborczej klauzuli zaporowej wynoszącej 7%. Kadencja trzeciego Mażylisu uległa skróceniu wskutek uchwalenia zmiany konstytucji.
W Mażylisie czwartej kadencji – wybranym 18 i 20 sierpnia 2007 – zasiada 107 deputowanych, z czego 98 jest wybieranych w bezpośrednich wyborach proporcjonalnych na partyjne listy krajowe. Pozostałych 9 członków wybiera Zgromadzenie narodu Kazachstanu – organ składający się z przedstawicieli organizacji reprezentujących narodowości zamieszkujące Kazachstan.
Wyborcy głosują tylko na partie polityczne – po wyborach partie wyznaczają deputowanych spośród zgłoszonych do wyborów kandydatów. W przypadku odejścia z partii lub zmiany przynależności deputowany może utracić mandat.

## Siły zbrojne
Kazachstan dysponuje trzema rodzajami sił zbrojnych: wojskami lądowymi, marynarką wojenną oraz siłami powietrznymi.
Uzbrojenie sił lądowych Kazachstanu składało się w 2018 roku z: 300 czołgów, 1613 opancerzonych pojazdów bojowych, 285 dział samobieżnych, 744 zestawów artylerii holowanej oraz 393 wieloprowadnicowych wyrzutni rakietowych.
Marynarka wojenna Kazachstanu dysponowała w 2018 roku 15 okrętami obrony przybrzeżnej.
Kazachskie siły powietrzne z kolei posiadały w 2018 roku uzbrojenie w postaci m.in. 149 myśliwców, 90 samolotów transportowych, 18 samolotów szkolno-bojowych, 75 śmigłowców oraz 18 śmigłowców szturmowych.
Wojska kazachskie w 2018 roku liczyły 106 tys. żołnierzy zawodowych oraz 32 tys. rezerwistów.
Według rankingu Global Firepower (2018) kazachskie siły zbrojne stanowią 50. siłę militarną na świecie, z rocznym budżetem na cele obronne w wysokości 2,4 mld dolarów (USD).

## Podział administracyjny
Kazachstan podzielony jest na 17 obwodów i 3 miasta wydzielone. Obwody dzielą się dalej na rejony.
Obwody (w nawiasie podana stolica):
- obwód abajski (Абай облысы) (Semej) (Семей)
- obwód akmolski (Ақмола облысы) (Kokszetau) (Көкшетау)
- obwód aktobski (Ақтөбе облысы) (Aktobe) (Ақтөбе)
- obwód ałmacki (Алматы облысы) (Konajew) (Конаев)
- obwód atyrauski (Атырау облысы) (Atyrau) (Атырау)
- obwód karagandyjski (Қарағанды облысы) (Karaganda) (Қарағанды)
- obwód kustanajski (Қостанай облысы) (Kustanaj) (Қостанай)
- obwód kyzyłordyński (Қызылорда облысы) (Kyzyłorda) (Қызылорда)
- obwód mangystauski (Маңғыстау облысы) (Aktau) (Ақтау)
- obwód pawłodarski (Павлодар облысы) (Pawłodar) (Павлодар)
- obwód północnokazachstański (Солтүстік Қазақстан облысы) (Petropawł) (Петропавл)
- obwód turkiestański (Түркістан облысы) (Turkiestan) (Түркістан)
- obwód ułytauski (Ұлытау облысы) Żezkazgan (Жезқазған)
- obwód wschodniokazachstański (Шығыс Қазақстан облысы) (Öskemen) (Өскемен)
- obwód zachodniokazachstański (Батыс Қазақстан облысы) (Orał) (Орал)
- obwód żambylski (Жамбыл облысы) (Taraz) (Тараз)
- obwód żetysuski (Жетісу облысы) Tałdykorgan (Талдықорған)

Miasta wydzielone:
- Astana (Астана)
- Bajkonur (Байқоңыр), ros. Байконур
- Ałmaty (Алматы)
- Szymkent (Шымкент)

## Gospodarka

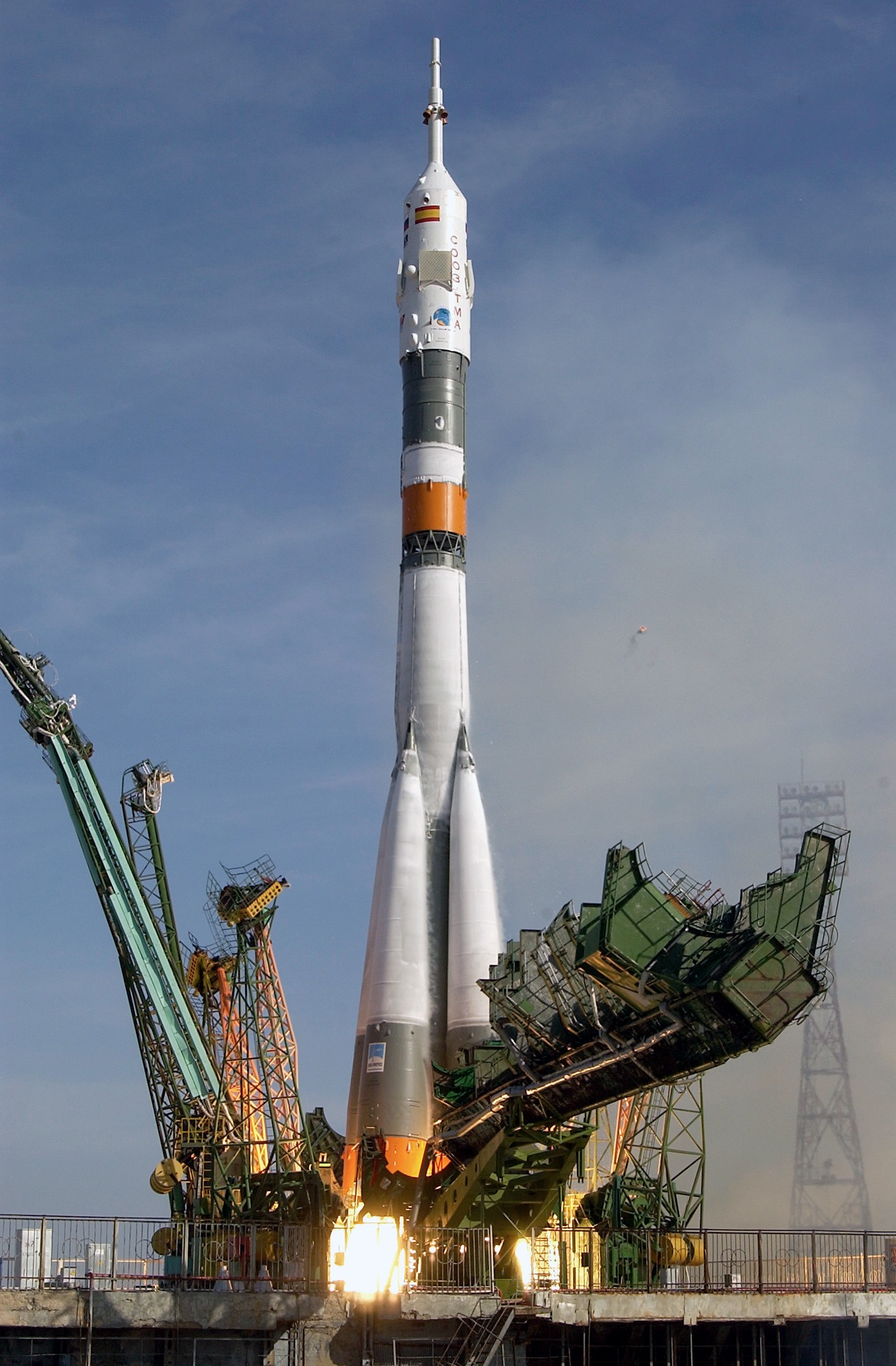
Kosmodrom Bajkonur w Kazachstanie. Start misji Sojuz TMA-5

Niemal w równym stopniu gospodarka Kazachstanu opiera się na przemyśle i rolnictwie. Kraj posiada dość bogate złoża surowców energetycznych (węgiel kamienny, ropa naftowa, gaz ziemny) oraz rudy żelaza, miedzi, cynku, ołowiu, fosforytów, chromu, manganu, srebra i złota. Spółki wydobywcze należą do kazachskiego funduszu państwowego Samruk-Kazyna, ale dopuszczają udziały inwestorów zachodnich i chińskich. Od kilku lat zajmuje pierwsze miejsce na świecie w wydobyciu rud uranu, wyprzedzając wieloletniego lidera, Kanadę. Dzięki ich wydobyciu rozwija się przemysł hutniczy, maszynowy, chemiczny, a rolnictwo dostarcza surowców przemysłowi włókienniczemu i spożywczemu. Oprócz roślin przemysłowych (głównie bawełna, tytoń, buraki cukrowe) uprawia się zboża (pszenicę, jęczmień i owies), ziemniaki. Spory odsetek upraw prowadzony jest na polach sztucznie nawadnianych. W hodowli dominują owce, bydło, konie, wielbłądy i kozy, a w okolicach większych miast – trzoda chlewna i drób.
Głównymi celami planu rozwoju Kazachstan 2050: Nasza Siła, zainicjowanego 15 grudnia 2012 przez prezydenta Nursułtana Nazarbajewa, są tworzenie nowego modelu społecznego, rozwój edukacji i ochrony zdrowia, wzmocnienie państwowości i wsparcie przedsiębiorczości.

## Telekomunikacja
Od 1 stycznia 2023 roku telefoniczny kod kraju Kazachstanu to +997, przydzielony przez Międzynarodowy Związek Telekomunikacyjny w 2021 roku. Wcześniej Kazachstan używał numeru +7 przyporządkowanego do Rosji. Na podstawie umowy z Rosją, regionalne numery kierunkowe Kazachstanu rozpoczynały się od cyfry 6 lub 7. Zgodnie z umową z Federacją Rosyjską, w okresie przejściowym, do końca 2024 roku, dzwoniąc do Kazachstanu można było używać dotychczasowych numerów kierunkowych +7 6xx oraz +7 7xx.

## Turystyka

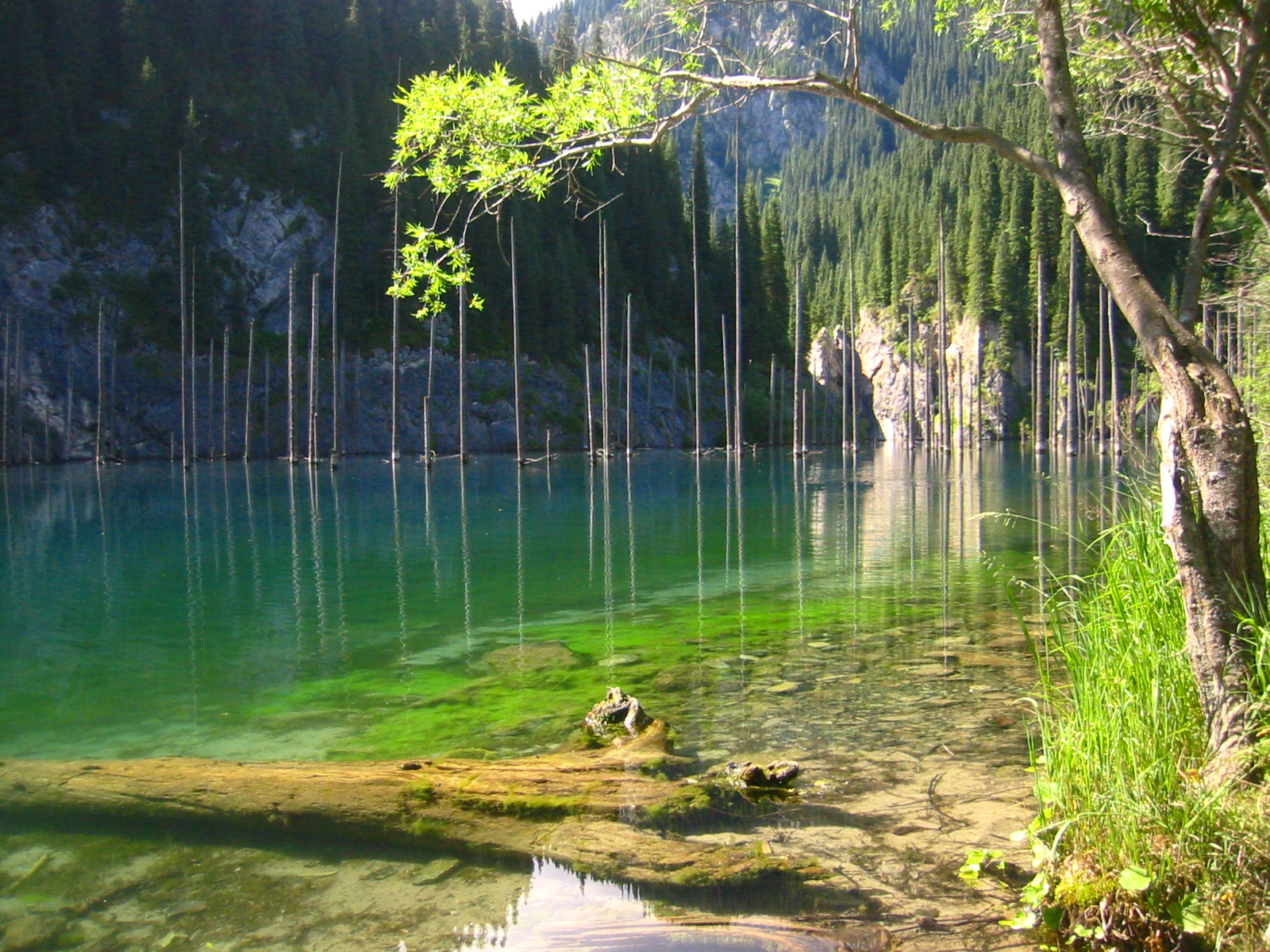
Jezioro Kaindy powstało w wyniku osuwiska, które przegrodziło dolinę rzeki

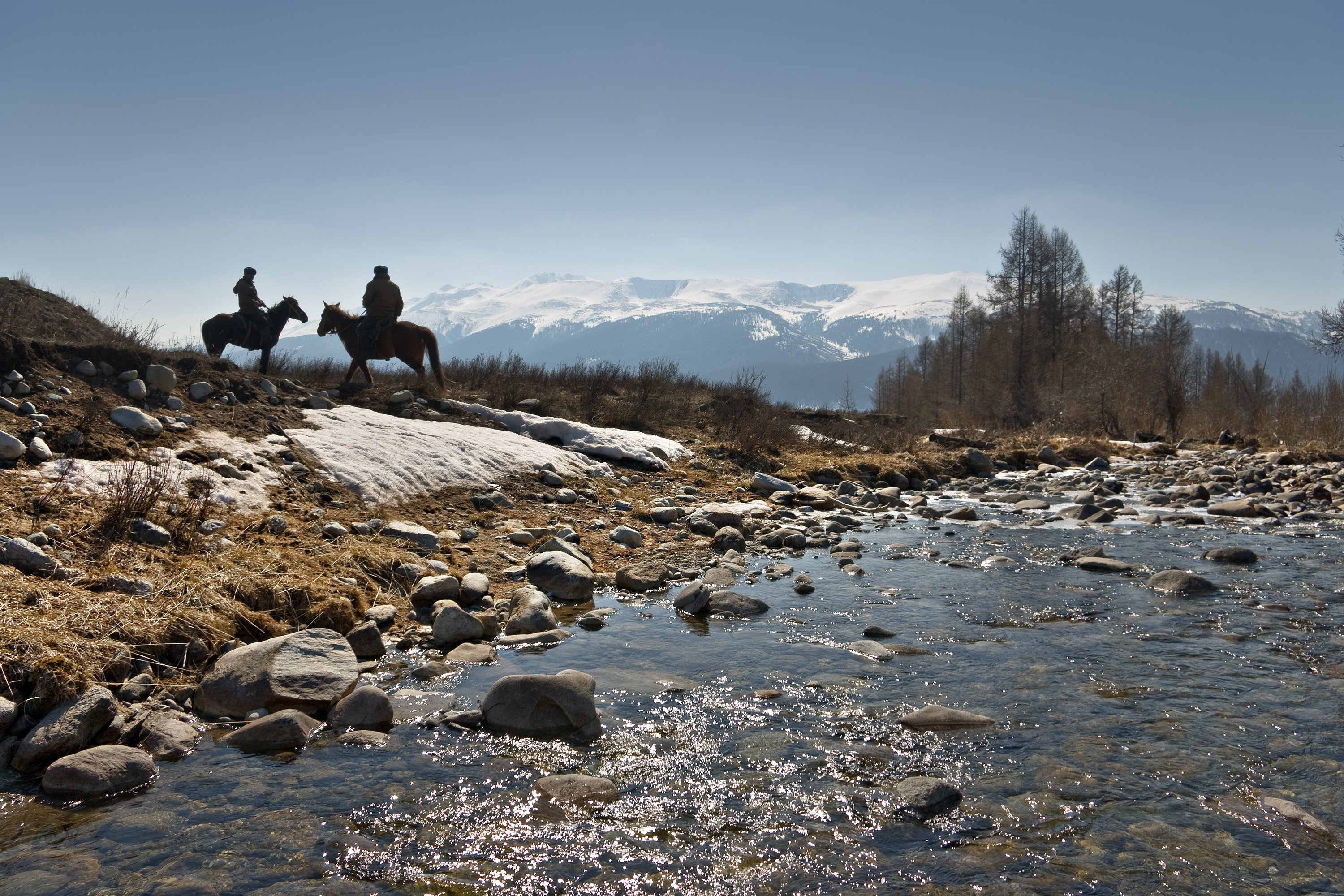
Rezerwat Markakol w górach Ałtaj na terenie Kazachstanu

W 2013 roku kraj ten odwiedziło 4,93 miliona zagranicznych turystów (11% więcej niż w roku poprzednim), generując dla niego przychody na poziomie 1,460 mld dolarów.

## Problemy ekologiczne
Olbrzymie kazachskie pustynie były dla radzieckich władz jednym z powodów umiejscowienia w Kazachstanie prób z bronią jądrową. Te dawne eksperymenty w połączeniu z brakiem kontroli zanieczyszczeń wpłynęły na alarmująco wysoki współczynnik zachorowań w wielu regionach wiejskich. W granicach Kazachstanu zanotowano dwie wielkie katastrofy ekologiczne: wysychanie Jeziora Aralskiego oraz wysokie skażenie radioaktywne na obszarach dawnych prób jądrowych (skażona jest wielka strefa na południe od miasta Kurczatow oraz obszary wzdłuż granicy z Chinami). Po zakończeniu II wojny światowej, decyzją władz radzieckich zaorano 250 tys. km² kazachskiego stepu i przekształcono go w pola uprawne. Po rozpadzie Związku Radzieckiego w 1991 roku i upadku kołchozów, większość owych terenów stała się nieużytkami rolnymi i obecnie ekolodzy obserwują intensywną regenerację ekosystemu trawiastych równin.
Kazachstan jest sygnatariuszem tzw. konwencji waszyngtońskiej (Międzynarodowej Konwencji o Międzynarodowym Handlu Dzikimi Zwierzętami i Roślinami Gatunków Zagrożonych Wyginięciem). W Kazachstanie ma swoją siedzibę Środkowoazjatyckie Regionalne Centrum Ekologiczne, rozwijające współpracę lokalnych państw w dziedzinie ochrony środowiska.

## Święta państwowe
| Data            | Polska nazwa                        | Oryginalna nazwa                          |
| --------------- | ----------------------------------- | ----------------------------------------- |
| 1 stycznia      | Nowy Rok                            | Жаңа жыл                                  |
| 8 marca         | Dzień Kobiet                        | Халықаралық әйелдер күні                  |
| 22 marca        | Święto Wiosny                       | Наурыз мейрамы                            |
| 1 maja          | Święto Jedności Narodów Kazachstanu | Қазақстан халық бірлігі мейрамы           |
| 7 maja          | Dzień Obrońców Ojczyzny             | Отан Қорғаушы күні                        |
| 9 maja          | Dzień Zwycięstwa                    | Жеңіс күні                                |
| 6 lipca         | Dzień Stolicy                       | Астана күні                               |
| 30 sierpnia     | Dzień Konstytucji                   | Қазақстан Республикасы Конституциясы күні |
| 25 października | Dzień Republiki                     | Республика күні                           |
| 1 grudnia       | Dzień Pierwszego Prezydenta         | Тұңғыш Президент күні                     |
| 16 grudnia      | Dzień Niepodległości                | Тәуелсіздік күні                          |